# مسجد برآباد
مسجد برآباد مربوط به اواخر دوره صفوی است و در شهرستان خواف، بخش سنگان، روستای برآباد واقع شده و این اثر در تاریخ ۲۲ مرداد ۱۳۸۴ با شمارهٔ ثبت ۱۳۲۱۰ به‌عنوان یکی از آثار ملی ایران به ثبت رسیده است.